# Comuna Krîmka, Pervomaisk
Krîmka (în ucraineană Кримка) este o comună în raionul Pervomaisk, regiunea Mîkolaiiv, Ucraina, formată din satele Kolomiivka și Krîmka (reședința).

## Demografie
Componența lingvistică a comunei Krîmka
     Ucraineană (94,47%)
     Rusă (4,96%)
     Alte limbi (0,48%)
Conform recensământului din 2001, majoritatea populației comunei Krîmka era vorbitoare de ucraineană (94,47%), existând în minoritate și vorbitori de rusă (4,96%).